# スピラマイシン
スピラマイシン (INN: spiramycin) は、16員環マクロライド系抗菌薬の1つである。妊婦がトキソプラズマに感染した結果、胎児に発生し得る、先天性のトキソプラズマ症の発症抑制効果が知られている。またスピラマイシン酢酸エステル（アセチルスピラマイシン）は、グラム陽性菌および梅毒トレポネーマによる各種感染症に用いられる。

## 作用機序

### 抗菌薬として
他のマクロライド系抗菌薬と同様に、スピラマイシンも細菌が有するリボソームの50Sサブユニットに結合し、タンパク質合成を阻害する。最小発育阻止濃度を超えた場合に、静菌的に作用する。この濃度を下回ると、仮にスピラマイシンに耐性が無くとも、細菌は再び増殖を開始する。よって、適切な量を適切な間隔で使用して、スピラマイシンに耐性を有さない細菌の増殖が抑制されている間に、感染を受けた宿主側の白血球や補体などによって、細菌が攻撃されて排除される必要が有る。

### 抗トキソプラズマ薬として
トキソプラズマが有する細胞内小器官のアピコプラストは、細菌に由来するタンパク質合成系を有しており、そこでのタンパク質合成を阻害する事が作用機序だと想定されている。抗トキソプラズマ薬としては、抗葉酸剤のピリメタミンとスルファジアジンの併用の方が効果が高いものの、スピラマイシンには抗葉酸剤に伴う催奇性の懸念が無いため、先天性トキソプラズマ症の発症抑制のために予防的に用いられる場合が多い。母体から胎児への感染の抑制に効果が認められているものの、すでに感染した胎児の予後には影響しない。胎児への感染が確認された場合は、ピリメタミンとスルファジアジンの投与が勧められている。

## 畜産業との関係
抗菌薬を畜産業において家畜に投与しておくと、肥育を行い易いとして、例えば、テトラサイクリン系抗菌薬、ペニシリンなどと同様に、スピラマイシンも、家畜の肥育目的で使用されてきた。この結果、これらの抗菌薬に耐性を有した細菌が、環境中に多く出現していった。
スピラマイシン耐性菌に対して、スピラマイシンを用いても、当然のように無効である。さらに、ある抗菌薬に対して耐性を有する細菌が存在している状態で、その抗菌薬を使用すると、共存していた、その抗菌薬に耐性を有さない細菌だけが打撃を受けて、耐性を有する細菌は栄養分を独占し、一気に勢力を伸ばす菌交代現象を引き起こす場合もある。例えば、スピラマイシンに対して耐性を有さない細菌が大増殖して感染症が起きていた状態で、仮に体内に病原性は弱いもののスピラマイシン耐性の細菌が共存していた場合には、今度はスピラマイシン耐性の細菌が大増殖して、新たな感染症が顕在化する事も起こり得る。このような耐性菌の問題もあり、家畜に多用した抗菌薬を、ヒトの感染症の治療での使用を避ける傾向が出た。

## 歴史
スピラマイシンは、フランス北部の土壌から分離された放線菌のStreptomyces ambofaciensが産生する抗生物質として、1954年に報告された。トキソプラズマ症に対する効果は、1958年に示された。フランスでは1955年に細菌感染症に対して、また1983年に妊婦のトキソプラズマ症に対して承認され、以後70か国以上で承認された。ヨーロッパではRovamycineという製品名で流通していった。日本ではヒト用医薬品として、スピラマイシン酢酸エステルが、肺炎や表在性皮膚感染症などを適応症として承認されていたのに対して、長らくトキソプラズマは適応外であった。しかし日本産科婦人科学会の要望に基づき、厚生労働省が2014年11月に医療上の必要性の高い未承認薬としてサノフィへ開発要請を行い、2018年7月に抗トキソプラズマ原虫薬として承認された。